# 정렬 원리
수학에서 정렬 원리(well-ordering principle) 또는 정렬 성질(well-ordering property)은 공집합이 아닌 모든 양의 정수 집합은 최소 원소를 갖는다는 정리이다. 이것은 다른 말로 임의의 자연수 집합은 순서에 따른 정렬을 갖는다는 뜻이 된다.

## 속성
이 정리는 자연수가 도입되는 방식에 따라서 공리 혹은 증명 가능한 명제가 된다.
- 페아노 산술 등에서는 공리로 간주되는 수학적 귀납법에서 유도할 수 있다. 또한 정렬 원리는 수학적 귀납법과 동치이다.
- 자연수가 실수의 부분 집합이며 실수가 완전하다는 것을 가정하면 자연수의 임의의 부분 집합은 언제나 최소 원소를 갖는다는 것을 유도할 수 있다.[2]
- 집합론에서 자연수는 가장 작은 귀납 집합, 즉 0을 포함하고 다음수 연산에서 닫힌 집합으로 정의된다. 이로부터 {\displaystyle \{0,\ldots ,n\}}이 정렬 성질을 갖는 모든 자연수 {\displaystyle n}의 집합은 귀납적이며, 따라서 모든 자연수를 포함해야 함을 보일 수 있다.

## 응용

### 나눗셈 정리
정리: 두 정수 {\displaystyle a}와 {\displaystyle b}에 대하여 {\displaystyle a>0}이라 하자. 그러면 {\displaystyle b=qa+r}을 만족하는 정수 {\displaystyle q}와 {\displaystyle r}이 유일하게 존재하며, 이때 {\displaystyle 0\leq r<a}이다. (이 경우 {\displaystyle q}와 {\displaystyle r}을 각각 {\displaystyle b}를 {\displaystyle a}로 나눈 몫과 나머지라고 한다.) 
증명: {\displaystyle S}를 {\displaystyle b/a}보다 큰 양의 정수의 집합이라고 하자. 그러면 정렬 원리에 의해 {\displaystyle S}의 최소 원소 {\displaystyle t}가 존재해야 한다. 즉, {\displaystyle t-1\leq b/a<t}가 성립한다. 여기서 {\displaystyle q=t-1}이라 놓으면 {\displaystyle q\leq b/a<q+1}이 되어 {\displaystyle qa\leq b<qa+a}가 성립한다. 이제 {\displaystyle r=b-q}라 놓으면 {\displaystyle b=qa+r}을 얻는다. 그러면 앞서 얻은 부등식에 의해 {\displaystyle 0\leq r<a}가 만족된다.

### 소인수 분해
정리: 1보다 큰 모든 정수는 소수의 곱으로 분해할 수 있다. (이것은 산술의 기본 정리에 포함된다.)
증명: {\displaystyle C}를 소수의 곱으로 분해할 수 없는 1보다 큰 모든 정수의 집합이라고 놓자. 우리는 {\displaystyle C}가 공집합임을 보이려 한다. 귀류법을 위해 {\displaystyle C}가 공집합이 아니라고 가정하자. 그러면 정렬 원리에 의해 이 집합의 최소 원소 {\displaystyle n}이 존재해야 한다. 임의의 소수는 1과 자기 자신으로 분해할 수 있으므로 {\displaystyle n}은 소수가 아니어야 한다. 따라서 {\displaystyle n}의 소인수로써 1보다 크고 {\displaystyle n}보다 작은 정수 {\displaystyle a}와 {\displaystyle b}가 존재한다. {\displaystyle a,b<n}이므로 이들은 {\displaystyle C}의 원소가 아니다. 그러므로 {\displaystyle a}와 {\displaystyle b}는 소수의 곱으로 분해될 수 있으며, {\displaystyle a=p_{1}p_{2}...p_{k}}와 {\displaystyle b=q_{1}q_{2}...q_{l}}로 놓을 수 있다. 그러면 {\displaystyle n=p_{1}p_{2}...p_{k}\cdot q_{1}q_{2}...q_{l}}이므로 소수들을 인수로 갖는 수가 되어 {\displaystyle n\in C}이라는 가정에 모순된다. 따라서 {\displaystyle C}가 공집합이 아니라는 가정은 거짓이며, {\displaystyle C}는 공집합이다. 즉, 1보다 큰 모든 정수는 소수의 곱으로 분해할 수 있다.